# ترادف
المرادف من الكلمات هي الكلمات التي تعطي نفس المعنى أو تدل على نفس الموضوع أو متكافئة في المعنى. حسب أحد تعريفات لسان العرب فإن الردف ما تَبِعَ الشيء وكل شيء تَبِع شيئاً فهو رِدْفُه، وإذا تَتابع شيء خلف شيء، فهو الترادف.
والترادف قضية لغوية دلالية موجودة في سائر اللغات ولكن دار خلاف بين النحويين وعلماء اللغة وعلماء الدين المسلمين (نظرا لارتباط هذا الموضوع بعلوم التفسير) قديما واحتدم حديثا حول وجوده في اللغة العربية. ومرد هذا الخلاف إنما هو إلى ميزة في اللغة العربية فكثرة ألفاظها أغرت به ولكن الأصول الاشتقاقية لهذه الكلمات تؤكد على فروق دقيقة.
ويبحث عن المرادفات عادة في المكنز.

## الترادف في اللغة العربية
حتى أن بعض المختصين يذهب إلى عدم الأخذ بالترادف المطلق في اللغة حيث برأيهم لا يوجد في العربية ترادف محض، بل كل اسم وإن رادف غيره فلا بد أن يختص بمعنى لأجله سمي الاسم به كالهندي والصارم من أسماء السيف، فلكل واحد منها معنى فالهندي نسبة إلى الهند والصارم نسبة إلى الصرم والقطع. والاظهر أن أغلب المترادف في الأسماء ليس مترادف محض غير أنه يوجد من الأسماء ما يكون ترادفها محضاً.
فاختلاف هذه الكلمات يكون من حيث اتفقت إذ يقودنا هذا التشابه إلي البحث في اشتقاقات هذه الكلمات لنقف على دقة في التفريق لا تعرفها بهذا المثال إلا العربية دون كثير من اللغات؛ لذلك أقول باطراد الفروق اللغوية في العربية وندرة الترادف المحض وذلك فيما نسي اشتقاقه ولكن قد نستعين عليه بالاشتقاق الأكبر.
إن دراسة المترادفات في معاني الكلمات هي العلاقة بين مادتين لهما نفس المعنى. لمعرفة المرادفات يمكن الاسترشاد بمعيار الاستبدال، ولكن الاستبدال المطلق لكلمتين غير مقبول. المعنى فريد من نوعه وفردي لكل كلمة في اللغة العربية.